# Wagnis (Wirtschaft)
Wagnis heißen in der Betriebswirtschaftslehre sämtliche Verlustgefahren, die sich aus dem Betreiben eines Unternehmens ergeben und häufig durch negative externe Effekte hervorgerufen werden. 

## Allgemeines
Das Wort stammt vom mittelhochdeutschen „wagan“ und steht für „sich trauen“ oder „Mut haben, etwas zu tun“. Wagnis stellt auf ein Individuum ab, sodass im Gegensatz zum Risiko mit Wagnis keine gesellschaftlichen Unsicherheiten bezeichnet werden. Wagnis ist „der Mut, nach bestem Wissen und Gewissen … Neuland zu betreten, allerdings mit der Möglichkeit, unvorhergesehene Risiken einzugehen und deren Folgen verantworten zu müssen“. Das Wagnis grenzt sich vom allgemeinen Unternehmerrisiko dadurch ab, dass letzteres auch die Gewinnchancen beinhaltet: Wagnis bedeutet allgemein, überschaubare Risiken inkauf zu nehmen, um Chancen zu wahren.

## Betriebswirtschaftslehre
Risiko und Wagnis werden heute in der Betriebswirtschaftslehre meist synonym gebraucht. Jedoch beschäftigt sich die Betriebswirtschaftslehre von Beginn an auch mit der Frage der Abgrenzung zwischen Risiko und Wagnis. Konrad Mellerowicz definierte das Risiko als die „mit jeder wirtschaftlichen Tätigkeit verbundene Verlustgefahr, die das eingesetzte Kapital bedroht, sei es durch dessen Vernichtung, Ausbleiben des erwarteten Erfolges oder Entstehen höherer als der veranschlagten Kosten“. Wagnis ist für ihn „die Verlustgefahr eines Betriebes, die sich aus seinem Charakter als Unternehmung und durch seine betriebliche Tätigkeit ergibt“. Wagnis sei „der wagende Einsatz von Kräften oder Mitteln für eine betriebswirtschaftliche Leistung“. Wagnis entziehe sich jedoch wegen seiner Unvorhersehbarkeit jeder Messung und Kalkulation. Andere Autoren sehen in Wagnis und Risiko Synonyme.

## Arten der Wagnisse
Mellerowicz unterscheidet zwischen dem allgemeinen Unternehmerwagnis, das sich „aus der Unternehmereigenschaft an sich“ und der Eigenart des Unternehmens ergibt und den besonderen Einzelwagnissen, die bei der Produktion zeitlich unregelmäßig und in wechselnder Höhe eintreten.

### Unternehmerwagnis
Zum allgemeinen Unternehmerwagnis gehören insbesondere Wagnisse, die aus der gesamtwirtschaftlichen Entwicklung entstehen (wie Konjunkturrückgänge durch Rezessionen, plötzliche Bedarfs- oder Angebotsverschiebungen, Geldentwertung oder technischer Fortschritt). Diese allgemeinen unternehmerischen Risiken zählen nicht zu den kalkulatorischen Kosten und finden in der Kosten- und Leistungsrechnung keine Berücksichtigung. Das allgemeine Unternehmerwagnis ist nicht kalkulierbar, nicht versicherbar und nicht exakt erfassbar und wird über den Gewinn abgegolten.
Grundüberlegung ist, dass die Ereignisse dem gewöhnlichen Geschäftsbetrieb entspringen und somit in der Rechnungsperiode zu Kosten führen werden. Die tatsächlichen Kosten weichen in der Regel hiervon ab. Einzelwagnisse sind also kalkulatorische Plangrößen, welche in den Wagniskosten abgebildet werden. Die Abweichungen sollten sich über einen längeren Zeitraum ausgleichen. Einzelwagnisse, die durch Versicherungen abgedeckt sind, werden durch die Versicherungsprämie in der Betriebsbuchführung abgebildet.
„Unternehmerisches Risiko“ und „unternehmerisches Wagnis“ sind im Bereich Betriebswirtschaft weitestgehend als Synonyme im Gebrauch. Bisweilen wird die Wortwahl „Unternehmerisches Risiko“ jedoch auch zur Kennzeichnung der Gefährdungssituation benutzt, während „Unternehmerisches Wagnis“ für die Entscheidung und Handlung des Unternehmers steht.

### Einzelwagnisse
Als Einzelwagnisse bezeichnet man solche Verlustgefahren, die sich auf bestimmte betriebliche Teilbereiche beziehen und aufgrund der in der Vergangenheit effektiv eingetretenen Schadensfälle in ihrer Höhe annähernd genau bestimmbar und kostenrechnerisch erfassbar sind. Spezielle Einzelwagnisse sind unmittelbar und letztlich nicht vollständig vermeidbar mit dem Betrieb eines Unternehmens verbunden. Sie haben – anders als das allgemeine Unternehmerwagnis – Kostencharakter und stehen in einem unmittelbaren Zusammenhang mit dem betrieblichen Produktionsprozess (betriebliche Funktionen wie Beschaffung, Lagerhaltung, Produktion und Vertrieb). Da sie unregelmäßig und in unterschiedlicher Höhe anfallen, sind sie für die Kostenrechnung ungeeignet und müssen in der Erfolgsrechnung der Finanzbuchhaltung als Aufwand verbucht werden.
Es ist zu unterscheiden zwischen versicherten und nicht versicherten Einzelwagnissen. Bei den versicherten Einzelwagnissen fallen Versicherungsprämien an, die aufwandsgleiche Kosten sind, nicht versicherte werden durch kalkulatorische Wagniskosten berücksichtigt, die Anderskosten darstellen.
Folgende Einzelwagnisse können auftreten:
Anlagewagnis
ist das Risiko im Sachanlagevermögen, das durch Naturkatastrophen oder Betriebsstörungen hervorgerufen werden kann. Hierzu gehören Wertverluste bei Sachanlagen z. B. durch Beschädigung. Zu den (Sach-)Anlagenwagnissen gehört neben dem sogenannten Katastrophenverschleiß insbesondere das Wagnis der „Unterabschreibung“, also das Risiko des Unbrauchbarwerdens, des vorzeitigen wirtschaftlichen oder technischen Überholens und das Mietanlagenrisiko (der Bestand vermieteter Erzeugnisse kann vor vollständiger Abschreibung des aktivierten Wertes nicht mehr zu kostendeckenden Mietsätzen oder Preisen verwertet werden).
Bestandswagnis
ist ein teilweise nicht versicherbares kalkulatorisches Wagnis, das sich durch das Lagerrisiko verwirklicht (Bruchware, Diebstahl, Schwindung, Veralten). Hierher gehört auch die Bildung von Wertberichtigungen wegen dieser Verlustgefahren oder wegen einer zu reichlichen Bestandshaltung (wegen Fehldispositionen des Einkaufs, Korrekturen der Produktionspläne oder nachträglichen konstruktiven Änderungen an den Erzeugnissen). Nicht dem Bestandswagnis zuzurechnen sind dagegen Aufwendungen für Wertberichtigungen, durch die der Wertansatz der unfertigen und fertigen Erzeugnisse von den Herstellkosten laut Betriebsrechnung auf die Wertansätze der Handelsbilanz zurückgeführt wird („Bestandsdrosselung“).
Fertigungswagnis
gibt es in der Produktion durch Fehlerkosten aus Fehlproduktion (Ausschuss), etwa durch Material-, Arbeits- oder Konstruktionsfehler.
Forschungs- und Entwicklungswagnis
resultiert aus misslungener Forschung und Entwicklung und zeigt sich durch überhöhte Forschungs- und Entwicklungskosten, die durch Verluste aus fehlgeschlagenen Forschungs- und Entwicklungsarbeiten, Abschreibung von Patenten und ähnlichen Rechten, deren Anschaffungskosten nicht direkt in den Herstellkosten der Erzeugnisse verrechnet werden kann, entstehen.
Gewährleistungswagnis
entsteht durch Nacharbeit an bereits verkauften Produkten im Rahmen von Garantie- und Gewährleistungsverpflichtungen. 
Vertriebswagnisse
entstehen aus Zahlungsrisiken bei Kunden (Debitorenrisiko bei Forderungsverlust), Kulanznachlässen, Transportverluste oder Währungsverluste.

## Rechnungswesen
Kalkulatorische Wagnisse sind eingegangene Risiken, die sich aus der betrieblichen Tätigkeit ergeben. Als kalkulatorisches Wagnis werden ausschließlich die Einzelwagnisse erfasst. Dabei dürfen nur solche Einzelwagnisse als kalkulatorische Kosten berücksichtigt werden, die nicht durch Fremdversicherung abgedeckt sind, weil ansonsten eine Doppelbelastung in der Kostenrechnung auftreten würde. Die Versicherungsprämien versicherter Einzelwagnisse gehören zu den Grundkosten. Langfristig muss ein Ausgleich zwischen tatsächlich aufgetretenem Wagnis und den kalkulatorischen Wagniskosten stattfinden.

## Versicherungswesen
In vielen Fällen ist die Versicherungssprache uneinheitlich und unklar, wie die undifferenzierte Verwendung der Begriffe „Risiko“, „Gefahr“ und „Wagnis“ zeigen. Wagnis und Risiko werden im Versicherungswesen meist synonym verwendet. Das Wort Risiko wurde zum wissenschaftlichen Terminus in der Versicherungstheorie, von der es dann in die allgemeine Wirtschaftslehre überging. Risiko sind versicherungstechnisch alle Gefahren, von denen Personen oder Vermögensgegenstände bedroht sind. Das „versicherungstechnische Risiko“ ist das Risiko des Verlusts oder einer nachteiligen Veränderung des Werts von Versicherungsverbindlichkeiten, das sich aus einer unangemessenen Prämienfestlegung und unangemessenen Rückstellungen ergibt (§ 7 Nr. 32 VAG). Es wird unterteilt in das Zufallsrisiko, Irrtumsrisiko und Änderungsrisiko.

## Sonstiges
Die fehlende Differenzierung von nutzenorientierter Risikohandlung und ethisch fundierter Wagniseinstellung tritt – etwa in der Finanzwirtschaft und im Bankwesen – immer wieder in moralisch verfehltem Managerverhalten drastisch zutage. Verantwortungsnahme und Fairness zeigen sich bei diesem Verständnis von Wagnis oft abgekoppelt und müssen von außen eingefordert werden. Dieses Verhalten hat das Wagnis in bestimmten Bereichen in Verruf gebracht.
Wagniskapital (englisch venture capital) ist die Bezeichnung für außerbörsliches Beteiligungskapital, das ein Kapitalgeber für besonders risikoreiche Unternehmen bereitstellt.